# Amp (gruppo musicale)
Gli Amp sono un gruppo rock elettronico e sperimentale formato a Londra da Richard Walker (conosciuto anche come Richard Amp) nel 1992, dopo la collaborazione con David Pearce (Flying Saucer Attack) sui progetti The Secret Garden e Distance. Gli Amp registrarono l'audiocassetta Green Sky Blue Tree con Ray Dickaty (che diventerà poi un componente dei Moonshake e dei Spiritualized), mentre  Walker stava studiando al Royal College of Art nel 1992. Dopo un paio di anni Walker se ne andò e riformò il gruppo con la cantante francese Karine Charff, lo sperimentatore di Bristol Matt Elliott (Flying Saucer Attack e successivamente The Third Eye Foundation) e Matt Jones (Crescent) alle tastiere. Questa formazione pubblicò una serie di 7" nel 1995 e l'album Sirenes nel 1996.
Jones e Elliott lasciarono per dedicarsi ai loro progetti nel 1997. Da allora, gli Amp sono stati esclusivamente Charff e Walker più una serie di collaboratori esterni, inclusi:
- Guy Cooper e Gareth Mitchell dei The Secret Garden, che lavorarono con gli Amp su Astralmoonbeamprojections (1997)
- Robert Hampson dei Loop e dei Main, che lavorò come produttore su Stenorette (1998)
- Olivier Gauthier, su Stenorette e L'Amour Invisible (2001)
- Jan Zert, su L'Amour Invisible
- Donald Ross Skinner (un collaboratore di Julian Cope), Marc Challans, e Ray Dickaty, su US (2005)

## Discografia
- 1992 - Green Sky Blue Tree
- 1996 - Sirenes
- 1997 - Astralmoonbeamprojections
- 1997 - Perception
- 1997 - Passe Present
- 1998 - Stenorette
- 2000 - Saint Cecilia Sinsemilla
- 2001 - L'Amour Invisible
- 2005 - US